# Rodrigo Sanjurjo Izquierdo
Rodrigo Sanjurjo Izquierdo (Sevilla, 1841-Madrid, 1909) fue un profesor y  matemático español.

## Biografía
Nació el 20 de agosto de 1841 en Sevilla, hijo de José Sanjurjo, catedrático de Matemáticas en la Universidad y más tarde en el Instituto Provincial de Sevilla. En la Universidad de Sevilla cursó la carrera de Ciencias físico-matemáticas y la de Derecho. Obtuvo una cátedra de Matemáticas en el Instituto de Cádiz, y pasó luego al de Sevilla a explicar la misma asignatura en la vacante de su padre. En su juventud, hacia 1863, fue colaborador de la Revista Sevillana. Afiliado al partido sagastino, fue ascendido a director del Instituto de Sevilla, en detrimento de Joaquín Palacios, en lo que Méndez Bejarano contextualiza como «acto de caciquismo», que habría tenido mala acogida en la opinión pública.
Fomó parte del tribunal de censura de las oposiciones a la cátedra de Física y Química del Instituto del Cardenal Cisneros, que premió al sevillano Rafael Zambrano, con quien permutó su cátedra para pasar a explicar Física en Madrid, de la que tomó posesión el 9 de marzo de 1882. Adquirió una vivienda en la sierra de Guadarrama para veranear, donde enfermó de una pulmonía, que provocó su muerte, acaecida el 16 de junio de 1909, en Madrid.
Entre sus publicaciones se encontraron títulos como Compendio de aritmética y álgebra (1877), Principios fundamentales de física pura y nociones de meteorología (1884), Apuntes sobre la segunda enseñanza en España, Alemania, Francia e Italia (1884), Compendio de geometría y trigonometría rectilínea, Elementos de Física general y Breves noticias sobre las ondas hertzianas (Toledo, 1902).